# Gwidon Czerwiński
Gwidon Czerwiński, ros. Гвидон Червинский (ur. 12 maja?/25 maja 1902 w Siemianowiczach, w rejonie stołpeckim, zm. 3 grudnia 1969 w Sołniecznogorsku) – Polak, generał major Armii Czerwonej i generał brygady Wojska Polskiego, organizator i pierwszy dowódca Wojsk Ochrony Pogranicza.

## Życiorys
Syn leśniczego Fulgencjusza, skończył 4 klasy szkoły wiejskiej i 2 klasy szkoły miejskiej w Smoleńsku. W czasie wojny domowej w Rosji w wieku 16 lat wstąpił do Armii Czerwonej. 1919-1920 słuchacz Kursów Wojskowo-Politycznych w Smoleńsku. 1921-1923 studiował w Instytucie Politechnicznym w Mińsku. W latach 1923–1937 pełnił służbę w wojskach ochrony pogranicza Związku Radzieckiego na terenie Białorusi i Azji Środkowej. Od stycznia 1927 słuchacz Wyższej Szkoły Pogranicznej NKWD w Moskwie. Od 1927 członek WKP(b). Od stycznia 1929 komendant strażnicy granicznej w 12 Oddziale Pogranicznym, od lutego 1930 54 Oddziału we Wschodniej Syberii. W okresie czystek w ACz, od listopada 1937 do lutego 1940 był więziony. 
W 1941 po napaści III Rzeszy na ZSRR został dowódcą pułku, z którym brał udział w walkach o Moskwę. Od 12 grudnia 1942 do 2 maja 1943 dowodził 185 Pułkiem Strzeleckim 224 Dywizji Piechoty (2 formowania). W maju 1942 ciężko ranny w walkach. Od lipca 1942 podpułkownik Armii Czerwonej.
W 1943 po wyleczeniu ran został skierowany do formowanej 1 Dywizji Piechoty im. Tadeusza Kościuszki. Dowódca 2 Pułku Piechoty, uczestnik bitwy pod Lenino. Od kwietnia do czerwca był zastępcą dowódcy 1 DP. 4 lipca 1944 wyznaczony został na stanowisko dowódcy 1 Brygady Piechoty Zmotoryzowanej, którą organizował od podstaw. W styczniu 1945 mianowany komendantem Oficerskiej Szkoły Broni Pancernej i dowódcą Twierdzy Modlin.
Od 20 września 1945 do 1 kwietnia 1947 był dowódcą, a następnie szefem Departamentu WOP. 9 maja 1946 uchwałą Krajowej Rady Narodowej awansowany na generała brygady. 
27 maja 1947 powrócił do ZSRR. Został na własną prośbę dyrektorem sowchozu im. Dzierżyńskiego w północnym Kazachstanie.

## Odznaczenia
- Krzyż Oficerski Orderu Odrodzenia Polski (1945)
- Order Krzyża Grunwaldu III klasy (1945)
- Krzyż Walecznych (1943)
- Złoty Krzyż Zasługi (1946)
- Srebrny Medal „Zasłużonym na Polu Chwały” (1946)
- Order Czerwonego Sztandaru
- Order Wojny Ojczyźnianej I klasy (1943)
- Medal „Za obronę Moskwy”
- Medal „Za zwycięstwo nad Niemcami w Wielkiej Wojnie Ojczyźnianej 1941–1945”
- Medal „Za obronę Leningradu”